# أميبا شعرية
الأميبا الشعرية هي جنس من الأميبيات.
وهي تشمل أنواع كالأميبا الشعرية الزغبية.